# Awoingt British Cemetery
Awoingt British Cemetery est un cimetière militaire de la Première Guerre mondiale situé sur le territoire de la commune d'Awoingt dans le département du Nord.

## Historique
Le village d'Awoingt a été occupé par les Allemands dès le 28 août 1914 et est resté loin des combats jusqu'aux 9 et 10 octobre 1918, date à laquelle les troupes britanniques s'emparèrent du secteur. Des postes de secours ont alors été implantés dans le village et le cimetière a été créé pour inhumer les soldats morts des suites de leurs blessures.

## Caractéristique
Le cimetière britannique d'Awoingt contient 653 sépultures du Commonwealth de la Première Guerre mondiale, y compris un mémorial spécial à une victime dont la tombe dans le cimetière ne peut pas maintenant être trouvée. Le cimetière contient également 63 tombes de guerre d'autres nationalités, pour la plupart allemandes. Ce cimetière a une forme originale. Les tombes allemandes sont alignées le long du mur nord, perpendiculairement aux autres tombes.

## Localisation
On accède à ce cimetière par un chemin situé à droite après le pont du chemin de fer en allant vers Caudry.

## Galerie

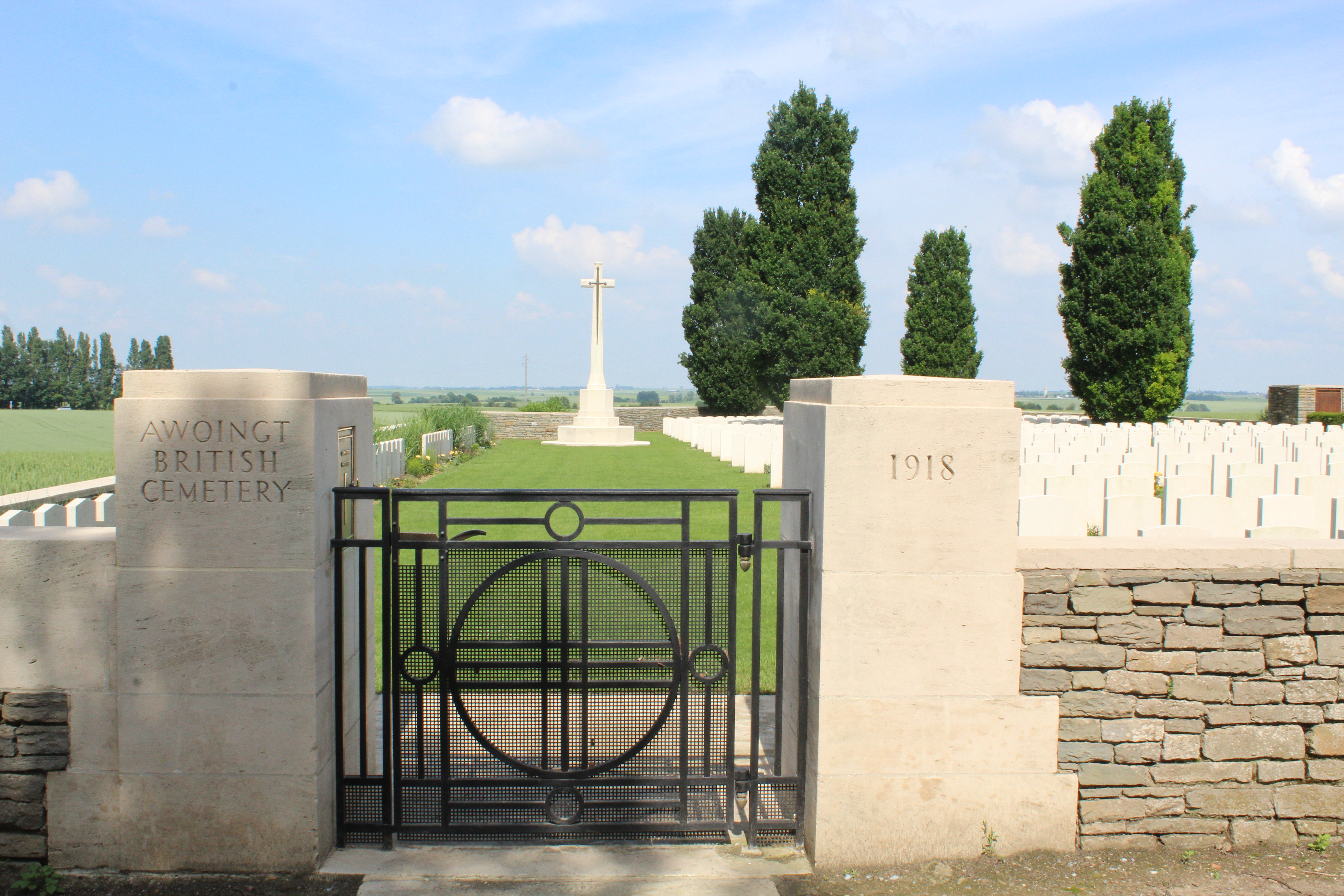
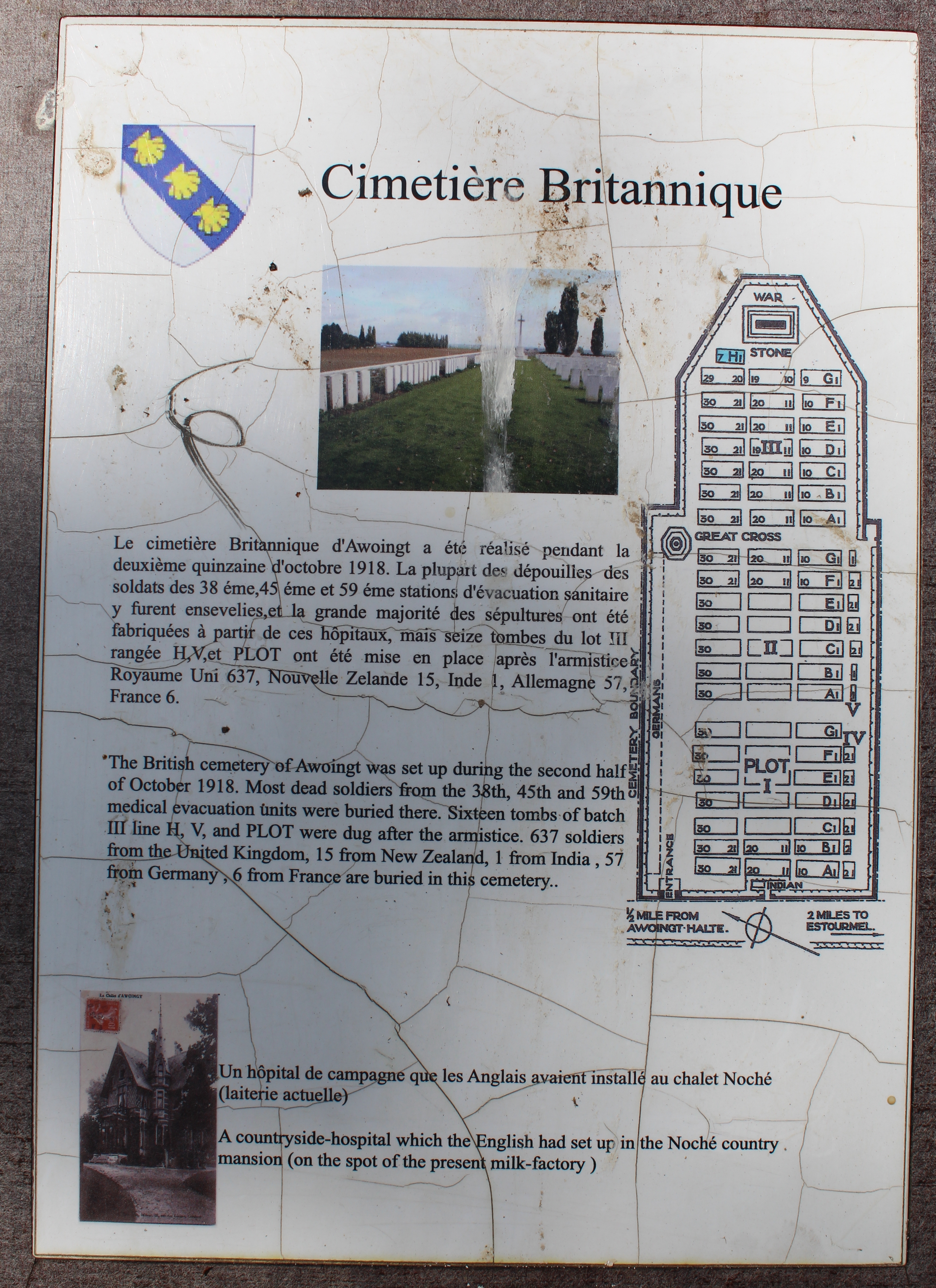
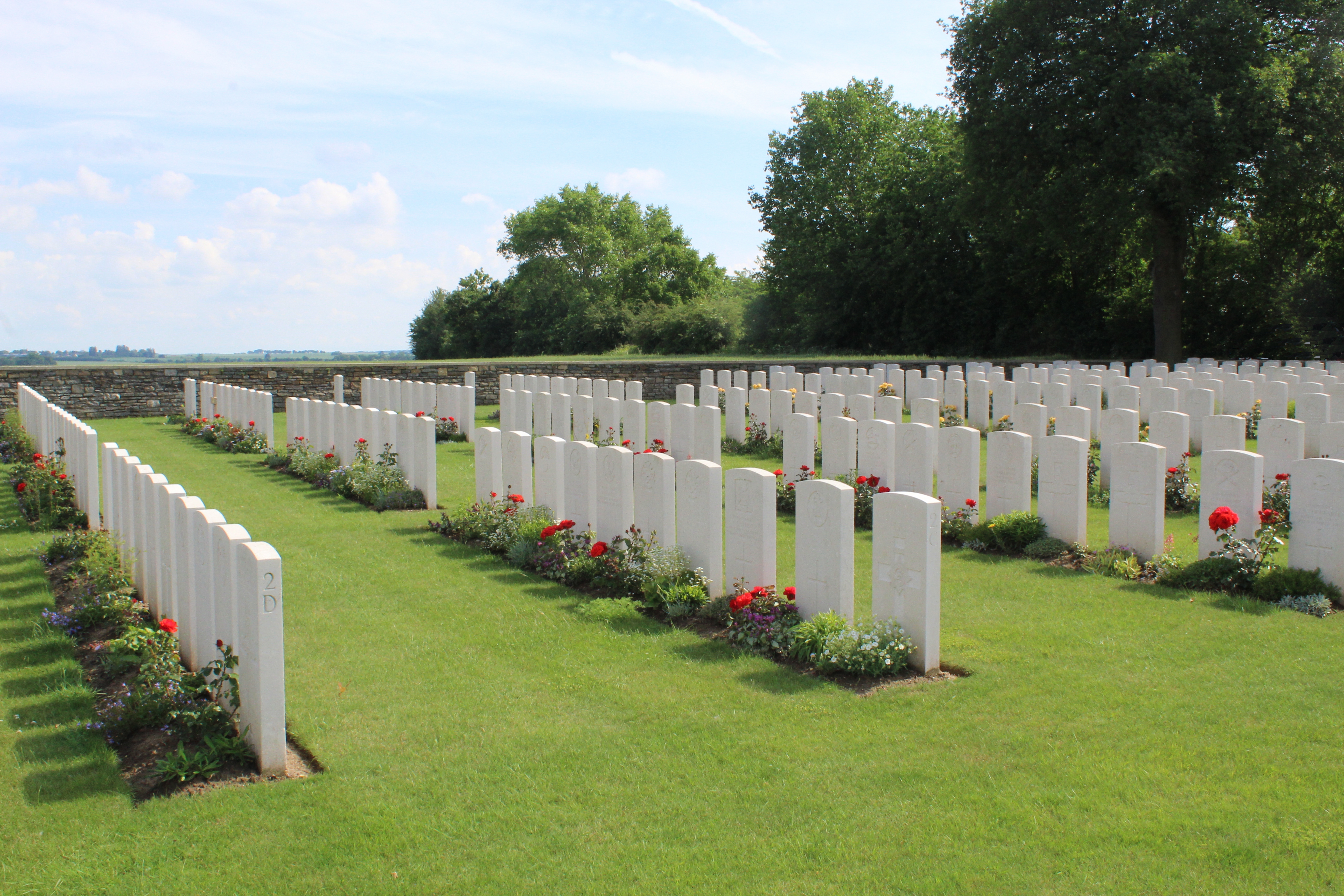
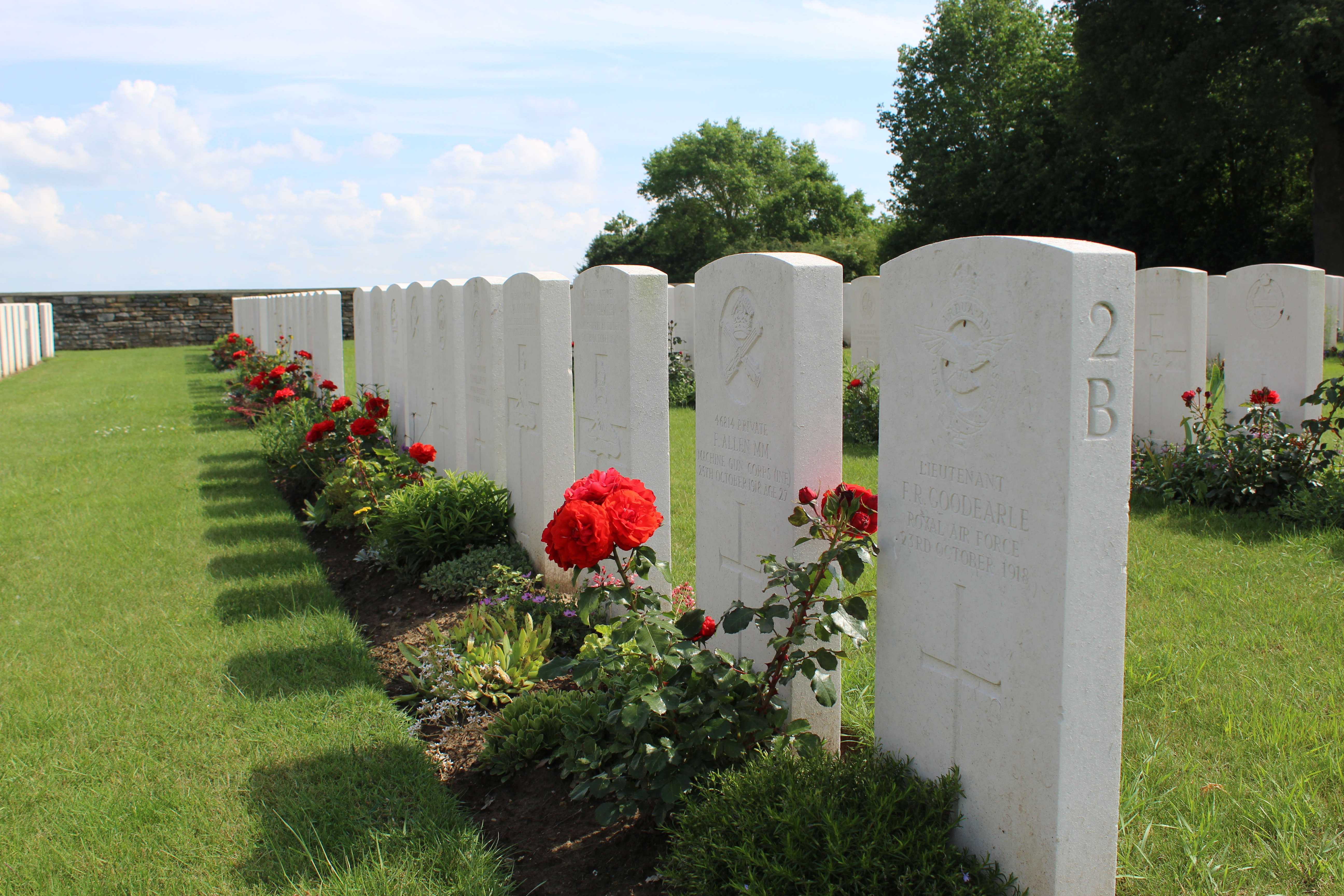
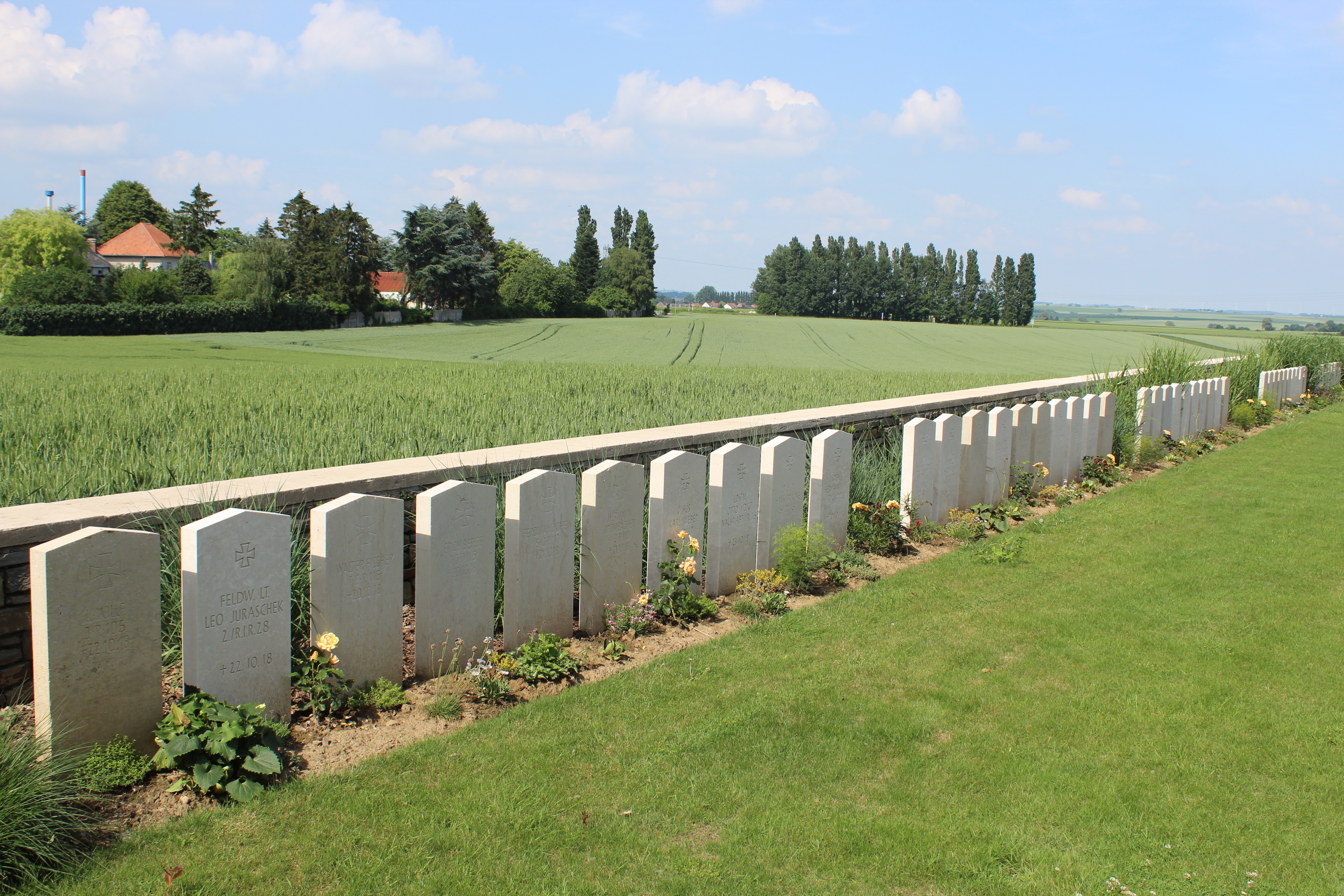
Les 57 tombes de soldats allemands.

## Sépultures
| Pays             | Sépultures |
| ---------------- | ---------- |
| Royaume-Uni      | 636        |
| Nouvelle-Zélande | 15         |
| Inde             | 1          |
| Allemagne        | 57         |
| France           | 6          |
| Total            | 714        |